# Miklós Lendvai
Miklós Lendvai (Zalaegerszeg, Hungría; 7 de abril de 1975-20 de febrero de 2023) fue un futbolista y entrenador de fútbol de Hungría que jugó en la posición de centrocampista. Participó con su selección en los Juegos Olímpicos celebrados en 1996 en Atlanta, Georgia, Estados Unidos.

## Carrera

### Inicios
Comenzó su carrera con el equipo ZTE en 1991. Sus características de juego fue notado por el equipo francés Girondins de Bordeaux, quien lo fichó. No pudo convertirse en un jugador dominante, por lo que firmó un contrato con Lugano en Suiza después de poco tiempo. Luego regresó a Hungría y se convirtió en jugador de Fradi. Entre 1999 y 2004, volvió a jugar en el extranjero en Bélgica y Chipre.
Después de eso, fue un futbolista de primera clase en Győr y Zalaegerszeg. Simon Antal no reclamó su juego, por lo que ZTE rescindió el contrato con él en la primavera de 2007. Luego la NB III. Primero asumió funciones directivas como entrenador de jugadores en el equipo Soproni VSE en su grupo Bakony y luego desempeñó un papel similar en Andráshida en la temporada 2007-2008.
Anunció su retiro en enero de 2008 por motivos familiares y de salud. Según él mismo admite, está abandonando los deportes y tratando de establecerse en la vida empresarial. Le sucedió Imre Kovács en el banquillo del Andráshida SC . [8]
En enero de 2009, luego de un año de ausencia, aceptó la solicitud de la tercera división Tapolca.

## En la selección Nacional
Jugó 23 veces en la selección húngara y no marcó ningún gol. Fue miembro del equipo nacional húngaro que se clasificó para los Juegos Olímpicos de 1996 realizados en Atlanta, Estados Unidos. [9]

## Como entrenador
También fue jugador-entrenador de Soproni VSE y Andráshida SC hacia el final de su carrera. En 2010 regresó a ZTE y se dio a la tarea de reciclarse en el marco de la academia. [10]

## Clubes
| Club                    | País    | Años      | Parts. | Goles |
| ----------------------- | ------- | --------- | ------ | ----- |
| Zalaegerszegi TE        | Hungría | 1991–1996 | 54     | 3     |
| Bordeaux                | Francia | 1996–1997 | 4      | 0     |
| FC Lugano               | Suiza   | 1997–1998 | 0      | 0     |
| Ferencvárosi TC         | Hungría | 1998–1999 | 29     | 1     |
| KFC Verbroedering Geel  | Bélgica | 1999–2000 | 30     | 1     |
| KFC Germinal Beerschot  | Bélgica | 2000      | 31     | 0     |
| Videoton FC Fehérvár    | Hungría | 2001      | 2      | 0     |
| Royal Charleroi SC      | Bélgica | 2001–2004 | 34     | 0     |
| Aris Limassol           | Chipre  | 2004      | 7      | 2     |
| Győri ETO FC            | Hungría | 2005      | 26     | 0     |
| Zalaegerszegi TE        | Hungría | 2006–2007 | 20     | 0     |
| Soproni VSE             | Hungría | 2007      | 0      | 0     |
| Andráshida SC           | Hungría | 2007      | 2      | 0     |
| Tapolca FC              | Hungría | 2009      | 7      | 0     |
| FC Ságod                | Hungría | 2009      | 10     | 3     |
| Z. Becsali-Tungsram LSE | Hungría | 2010      | 19     | 5     |
| Alibánfa LSC            | Hungría | 2016      | 2      | 0     |

## Selección nacional
Jugó para Hungría en 23 ocasiones de 1993 a 2004. Participó en los Juegos Olímpicos de Atlanta 1996.

## Entrenador
| Club                             | País    | Año       |
| -------------------------------- | ------- | --------- |
| Soproni VSE (jugador-entrenador) | Hungría | 2007      |
| Andráshida SC                    | Hungría | 2007–2008 |
| Zalaegerszegi TE                 | Hungría | 2013–2014 |
| Zalaegerszegi TE                 | Hungría | 2014–2015 |
| Hévíz FC                         | Hungría | 2015–2016 |

## Vida privada
Estaba casado y tuvo cinco hijos. En 2018 se reveló que terminó su carrera de entrenador para dedicarse a la construcción. En 2021 Nemzeti Sport reportó que Lendvai se había retirado como entrenador porque ya no estaba interesado en el fútbol.

## Muerte
Miklós Lendvai falleció en Zalaegerszeg, Hungría el 20 de febrero de 2023. No se conocen las causas de su fallecimiento.